# قلعه‌دهنه
قلعه‌دهنه (به لاتین: Qaladəhnə یا Kələdəhnə) یک منطقهٔ مسکونی در جمهوری آذربایجان است که در شهرستان آستارا واقع شده‌است.